# Araria (distrikt)
Araria (bihari: अररिया जिला) er et distrikt i den indiske delstat Bihar. Distriktets hovedstad er Araria. 

## Demografi
Ved folketællingen i 2011 var der 2,806,200 indbyggere i distriktet, mod 2,158,608 i 2001. Den urbane befolkningen udgør 6,01 % af befolkningen.
Børn i alderen 0 til 6 år udgjorde 20,10 % i 2011 mod 21,97 % i 2001. Antallet af piger i den alder per tusinde drenge er 954 i 2011 mod 963 i 2001.